# Complimentarius

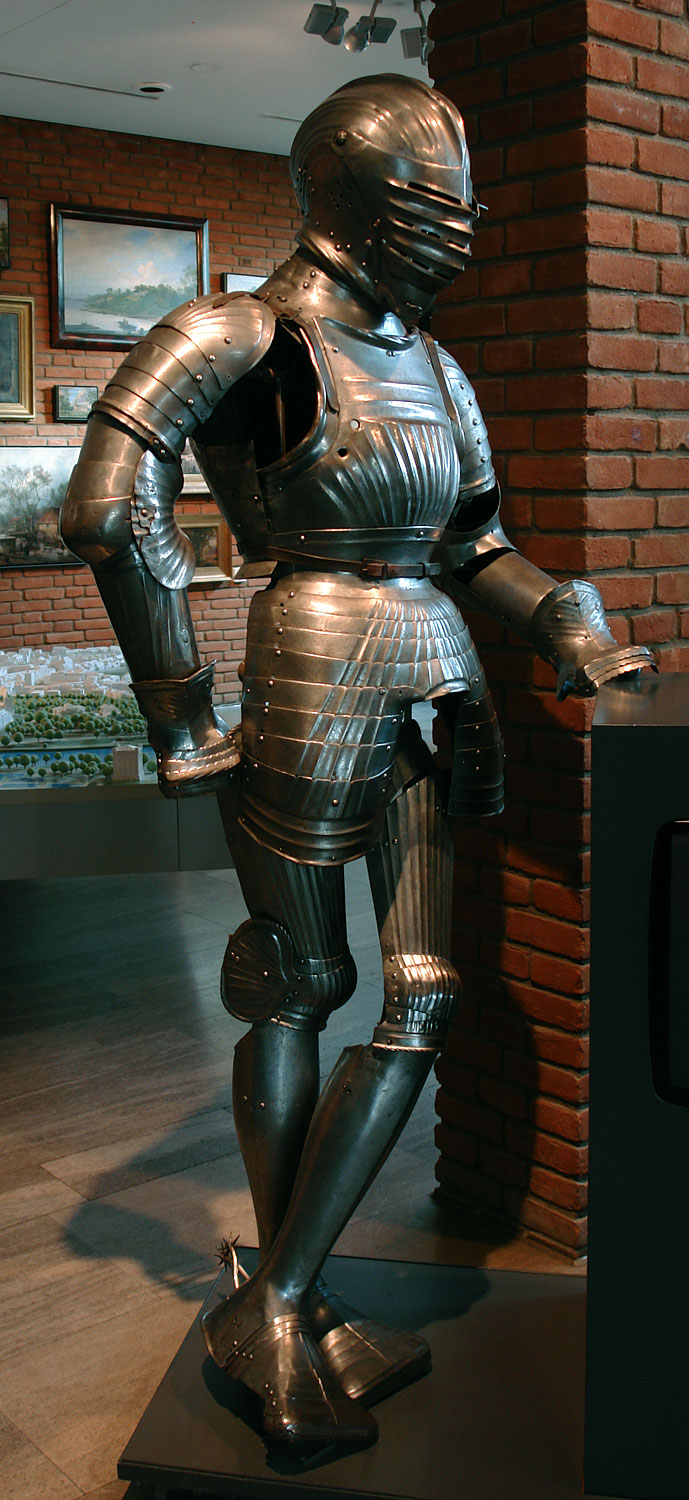
Echipamentul de cavaler al lui Complimentarius care este în muzeul Focke din Bremen

Complimentarius (latină complimentarius - cel care face plecăciuni ), sau omul cu platoșă era numit un automat (robot), care între secolul XVII și XIX saluta prin plecăciuni noii veniți în Bremen, el fiind unul dintre punctele de atracție a orașului.